# Semele (Händel)
A Semele Georg Friedrich Händel 1743-ban írt, háromfelvonásos, angol nyelvű operája vagy oratóriuma, amelynek szövegkönyvét Ovidius nyomán William Congreve írta. A zeneművet 1744-ben mutatták be a londoni Covent Gardenben.
Az opera címét minden magyar irodalom Semeleként említi, ezért a szócikk az opera címeként ezt a formát használja, a címszereplőt viszont a mitológiai alak magyar átírása szerint, azaz Szemelének nevezi.

## A mű keletkezése
Händel utolsó operái már nem voltak sikeresek, ezért oratóriumokat kezdett írni. Az 1740-es években írt oratóriumait a londoni Covent Gardenben mutatta be, és sokuk témáját ókori történetek adták. A Semele-történetből, William Congreve librettójából 1707-ben írt operát John Eccles angol zeneszerző, amit azonban akkor nem mutattak be, csak több mint kétszáz évvel később, 1972-ben vették elő. Amikor Händel kezébe került a szövegkönyv, a kórusbetétek miatt újabb szövegrészekre volt szükség, amit Alexander Pope-tól pótoltak. Händel 1743. június 3. és július 4. között komponálta meg művét, ami még händeli mértékkel is igen gyorsnak számított. Valószínűleg operának írta – maga a librettó is operaszövegnek íródott –, de az 1744. évi nagybőjti koncertsorozaton akarta bemutatni, mert jobbnak látta és anyagilag is kifizetődőbbnek vélte, ha oratóriumként fogják előadni.

## Szereplők
| Szereplő                              | Hangfekvés   | A bemutató énekese      |
| ------------------------------------- | ------------ | ----------------------- |
| Jupiter (Zeusz)                       | tenor        | John Beard              |
| Cadmus (Kadmosz), Théba királya       | basszus      | Henry Reinhold          |
| Semele (Szemelé), Cadmus lánya        | szoprán      | Elisabeth Duparc        |
| Athamasz, Boiótia hercege             | alt          | Daniel Sullivan         |
| Ino, Semele húga                      | mezzoszoprán | Esther Young            |
| Somnus (Hüpnosz), az álom istene      | basszus      | Henry Reinhold          |
| Apollo (Apollón)                      | tenor        | John Beard              |
| Juno (Héra), Jupiter (Zeusz) felesége | mezzoszoprán | Esther Young            |
| Irisz, az istenek hírnöke             | szoprán      | Christina Maria Avoglio |
| Főpap                                 | basszus      | Henry Reinhold          |

## Cselekmény

### Első felvonás
Kadmosz, Théba királya Athamasz boiótiai herceghez akarja hozzáadni lányát, Szemelét. Juno beleegyezését adja a házassághoz, ami Szemelének nem tetszik, mert ő inkább Jupiter főistenhez vonzódna, és Jupiter is villámokat szórva jelzi nemtetszését. Örülne az esküvő elmaradásának Ino, Szemelé húga is, mert szerelmes Athamaszba. Ezt meg is akarja mondani neki, de megzavarja őket az érkező Kadmosz, aki azt a hírt hozza, hogy Szemelét elragadta egy sas, aki valószínűleg maga Jupiter volt. A magasból Szemelé boldog éneke hallatszik.

### Második felvonás
Juno megtudja Irisztől, hogy Jupiter fényes palotát épített Szemelének, és sárkányokkal őrizteti. Junó bosszúra szomjas, és az álom istene, Szomnusz segítségét kéri terve megvalósításához. Szemelé ébredezik álmából, amikor jön Jupiter, immár emberi alakban. Szemelé szégyenkezik, amiért emberi voltában van jelen az istenek között. Jupiter azonban megnyugtatja, és elmondja, hogy Ino, Szemelé húga érkezik látogatóba. A lány megérkezik, és ámulva tekint körbe az isteni világban.

### Harmadik felvonás
Szomnusz békésen alszik a barlangjában, amikor Juno és Irisz felkeresik. Csak akkor ébred fel, amikor Juno kedves nimfájáról, Paszitheáról beszél. beszél neki. Juno előadja tervét: arra kéri Szomnuszt, hogy egy ál-Szemelét állítson Jupiter elé, aki vágyat ébresztvén az istenben, teljesíteni fogja az igazi Szemelé akaratát. Ezután Juno Ino, Szemelé húga képében jelenik meg Szemelé előtt, és varázstükröt ad neki, amibe beletekintve szerelmes lesz saját tükörképébe. Szemelé közli kívánságát a felhevült Jupiterrel, hogy halhatatlan alakjában kell őt szeretnie. Jupiter figyelmezteti a lányt, hogy ez a halálával járna, mert az a halandó, aki isteni mivoltában megpillantja Jupitert, elpusztul az isteni tűzben. Ez történik Szemelével is, és Juno diadalmasan kacag. Közben Thébában hatalmas vihar tört ki, az emberek pedig siránkoznak Szemelé halála miatt. Ino közli velük, álmában Merkúr közvetítette neki Jupiter parancsát, hogy menjen feleségül Athamaszhoz. Megjelenik Jupiter is, és elmondja, hogy a Szemelével való nászukból – egy főnixmadár közvetítésével – fog megszületni Bacchus, a bor istene. Az emberek boldogan ünneplik meg a jó hírt.

## A mű színpadra állítása
Händel opera–oratóriumát 1744. február 10-én mutatták be a Covent Gardenben – oratóriumként. Ezzel megteremtődött az a hagyomány, hogy a kompozíció hosszú időre koncertdarab lett. A premieren a címszerepet a méltán híres francia szoprán, Elisabeth Duparc, a népszerű „la Francesina” énekelte, más énekesek két szerepet is elénekeltek (John Beard Jupitert és Apollót, Henry Reinhold Kadmoszt és Szomnuszt, Esther Young Inót és Junót), és ez a hagyomány máig fennmaradt. Már a kortársakban is felvetődött kérdésként, hogy a mű világi oratórium, vagy angol opera-e. Az olasz opera ellenfelei operaként gondoltak rá, és emiatt csupán négy előadást ért meg. A Semele később, 1744 decemberében újabb két előadást ért meg, ezúttal a King’s Theatre-ben. Ezeken az előadásokon Händel bizonyos engedményeket tett a kritikusoknak, néhány új áriát illesztett be, és kivett pár túlzottan „erotikusnak” ítélt részt.
A következő közel kétszáz évben megfeledkeztek a Semeléről, csak a 20. század elején fedezték fel, 1925-ben Cambridge-ben mutatták be, 1954-ben pedig Londonban. Ezt követően fokozatosan nőtt a népszerűsége, és számos előadás jött létre a világ minden táján. Minthogy a zene és a történet komoly lehetőségeket tartogat a színpadi rendezők számára, sokszor, többször adják elő operaként. A darabból számos kiváló hang- és videófelvétel készült, az énektechnikailag igen nehéz címszerep eléneklését a legkiválóbb énekesek vállalják.
Magyarországon 2011-ben a Budapesti Kamaraopera mutatta be a darabot operaként, a Művészetek Palotájában, a címszerepet González Mónika énekelte.

## A zenéről
Händel zenéje a többi operaszerű oratóriumai közül is kitűnik rendkívüli „operai ihletésével”, ami annak is köszönhető, hogy a librettó eredetileg is operaszövegkönyvnek készült. Congrave – akkori szemmel – kissé szabadosan humoros szövegeket írt, ami Händelt is sziporkázó zenei részletek megírására késztette. Az opera legismertebb dallama Jupiter Where’er you walk kezdetű áriája, gyönyörűen kísérik a hegedűk Szemelé With fond desiring áriáját és „tüköráriáját”, aMyself I shall adore-t. A kortársak nyílt erotikával vádolták a darab több részletét, például Szemelé számos áriája közül az Endless pleasure, endless love-ot. Händel műve, valóban színpadra méltó, csak az első felvonás statikusabb kissé, ezért adják elő többször operai felfogásban.
A zenekar: két oboa, két fagott, két kürt, két trombita, üstdob, három hegedű, mélyhegedű, két cselló, orgona és basso continuo. A kórus szoprán, alt, tenor és basszus összetételű.

## Az opera áriái és más számai
- Nyitány

| Első felvonás - Behold! auspicious flashes rise – recitativo (Főpap) - Lucky omens, bless our rites (kórus) - Daughter, obey, hear and obey! – recitativo és arioso (Kadmosz, Athamasz) - Ah me! What refuge – recitativo (Szemelé) - Oh Jove, in pity teach me which to choose – ária (Szemelé) - The morning lark to mine accords his note – ária (Szemelé) - See, she blushing turns her eyes – recitativo (Athamasz) - Hymen, haste, thy torch prepare! – ária (Athamasz) - Alas! She yields and has undone me! – recitativo (Ino, Athamasz, Szemelé) - Why dost thou thus untimely grieve – kvartett (Szemelé, Ino, Athamasz, Kadmosz) - Avert these omens, all ye pow’rs (kórus) - Again auspicious flashes rise – recitativo (Kadmosz) - Thy aid, pronubial Juno – recitativo (Athamasz) - Cease your vow’s, 'tis impious to proceed (kórus) - Oh Athamas; what torture hast thou borne! – recitativo (Athamasz) - Turn, hopeless lover, turn thy eyes – ária (Ino) - She weeps! The gentle maid – recitativo (Athamasz) - Your tuneful voice my tale would tell – ária (Athamasz) - Too well I see, thou wilt not – recitativo (Ino, Athamasz) - You’ve undone me, look not on me – duett (Ino, Athamasz) - Ah, wretched prince, doom'd to disastrous love! – recitativo (Kadmosz, Athamasz) - Wing’d with our fears, and pious haste – recitativo (Kadmosz) - Oh prodigy, to me of dire portent! – recitativo (Athamasz, Ino) - See! Jove’s Priest and holy Augurs come – recitativo (Kadmosz) - Hail Cadmus hail (kórus) - Endless pleasure, endless love – ária (Szemelé) - Endless pleasure, endless love (kórus) | Második felvonás - Szimfónia - Iris, impatient of thy stay – recitativo (Juno, Irisz) - There, from mortal cares retiring – ária (Irisz) - No more! I’ll hear no more! – recitativo (Juno) - Awake, Saturnia, from thy lethargy! – recitativo (Juno, Irisz) - Hence, Iris hence away! – ária (Juno) - Oh sleep, why dost thou leave me? – ária (Szemelé) - Let me not another moment – recitativo (Szemelé) - Lay your doubts and fear aside – ária (Jupiter) - You are motal and require – recitativo (Jupiter) - With fond desiring, with bliss expiring – ária (Szemelé) - How engaging, how endearing (kórus) - Ah me! Why sighs my Semele? – recitativo (Szemelé, Jupiter) - I must with speed amuse her – ária (Jupiter) - Now Love that everlasting boy (kórus) - By my command now at this instant – recitativo (Jupiter, Szemelé) - Where’er you walk, cool gales shall fan the glade – ária (Jupiter) - Dear sister, how was your passage hither? – recitativo (Szemelé, Ino) - But hark! the heav'nly sphere turns round – ária (Ino) - Prepare then, ye – duett (Szemelé, Ino) - Bless the glad earth with heav’nly lays (kórus) | Harmadik felvonás - Szimfónia - Somnus, awake! – recitativo (Juno, Irisz) - Leave me, loathsome light – ária (Szomnusz) - Dull God, canst thou attend – recitativo (Juno, Irisz) - More sweet is that name than a soft purling cream – ária (Szomnusz) - My will obey – recitativo (Juno, Szomnusz) - Obey my will, thy rod resign – duett (Juno, Szomnusz) - My racking thoughts by no kind slumbers freed – ária (Szemelé) - Thus shap’d like Ino – recitativo (Juno, Szemelé) - O ecstasy of happiness – recitativo (Szemelé) - Myself I shall adore – ária (Szemelé) - Be wise, as you are beautiful – recitativo (Juno, Szemelé) - Conjure him by his oath not to approach your bed – recitativo (Juno) - Thus let my thanks be pay’d – ária (Szemelé) - Rich odours fill the fragant air – recitativo (Juno, Szemelé) - Come to my arms, my lovely fair – ária (Jupiter) - Oh Semele! Why art thou thus insensible? – recitativo (Jupiter) - I am ever granting, you always complain – ária (Szemelé) - Speak your desire – recitativo (Jupiter, Szemelé) - By that tremendous flood, I swear – recitativo (Jupiter) - You’ll grant what I require? – recitativo (Jupiter, Szemelé) - Then cast off this human shape – recitativo (Szemelé) - Ah! Take heed what you press! – ária (Jupiter) - I’ll be pleas'd with no less / No, I’ll take no less – ária (Szemelé) - Ah, wither is she gone! – recitativo (Jupiter) - Above measure is the pleasure – ária (Juno) - Ah me! Too late I now repent – arioso (Szemelé) - Of my illboding dream – recitativo (Ino) - Oh terror and astonishment (kórus) - How I was hence remov’d – recitativo (Ino, Kadmosz, Athamasz) - Despair no more shall wound me – ária (Athamasz) - See from above the bellying clouds descend – recitativo (Kadmosz) - Apollo comes, to relieve your care – recitativo (Apollo) - Happy shall we be, and free from care (kórus) |

## Hangfelvételek
- Semele – Kathleen Battle, Juno, Ino – Marilyn Horne, Cadmus, Somnus – Samuel Ramey, Jupiter – John Aler, Athamas – Michael Chance, Apollo – Neil Mackie, Iris – Sylvia McNair, Priest – Mark S. Doss. Közreműködik: az English Chamber Orchestra, az Ambrosian Opera Chorus, vezényel: John Nelson. Kiadó: Deutsche Gramaphon, 1993. 3 CD
- Semele – Rosemary Joshua, Juno, Ino – Hilary Summers, Jupiter – Richard Croft, Athamas – Stephen Wallace, Cadmus, Somnus – Brindley Sherratt, Iris – Gail Pearson, Apollo – David Croft.  Közreműködik: az Early Opera Company, vezényel: Christian Curnyn.  Kiadó: Chandos Chaconne, 2007. 3 CD
- Semele – Cecilia Bartoli, Ino – Liliana Nikiteanu, Juno – Birgit Remmert, Iris – Isabel Rey, Jupiter, Apollo – Charles Workman, Cadmus, Somnus – Anton Scharinger, Athamas – Thomas Michael Allen. Közreműködik: Orchestra la Scintilla, vezényel: William Christie. Kiadó: Decca, 2009. Blu-ray disc.

## Fordítás
Ez a szócikk részben vagy egészben  a   Semele (Handel) című angol Wikipédia-szócikk ezen változatának fordításán alapul.  Az eredeti cikk szerkesztőit annak laptörténete sorolja fel. Ez a jelzés csupán a megfogalmazás eredetét és a szerzői jogokat jelzi, nem szolgál a cikkben szereplő információk forrásmegjelöléseként.